# Kyoko Karasuma, inspecteur à Asakusa
Kyoko Karasuma, inspecteur à Asakusa (烏丸響子の事件簿, Karasuma Kyōko no jikenbo) est un manga écrit par Ōji Hiroi et dessiné par Yūsuke Kozaki. Il est prépublié entre 2002 et 2012 dans le magazine Comic Birz et compilé en dix volumes reliés par l'éditeur Gentōsha. La version française est publiée par Taifu Comics.

## Synopsis
L'action se déroule dans la seconde moitié du XXIe siècle. Les Oni, créatures aussi diverses que monstrueuses, se sont intégrés à la population civile. Là où autrefois ils étaient considérés comme de véritables divinités, à qui on livrait femmes et enfants en pitance, ils sont aujourd'hui tombés dans un quasi-anonymat. Seuls quelques élus sont au courant de leur existence, dont des membres du gouvernement japonais et une section spéciale de la police de ce pays chargée de garder le secret "Oni" dans l'ombre.
Mais les Oni ne l'entendent pas de cette oreille. Si autrefois ils étaient des monstres sanguinaires, ils semblent désormais avoir structuré leur société et développé des visées économiques ou politique... D'apparence plus humaine que jamais, voyant leurs propres femelles infécondes et devant la rupture d'un pacte millénaire avec les humains, ils engagent une véritable guerre aux descendants de leurs anciens adorateurs. À l'Humanité.

## Personnages

### Personnages principaux
- Kyōko Karasuma : Orpheline, Kyōko serait une jeune fille tout à fait normale si elle n'était pas inspectrice de police à 16 ans ! Personnage principal, elle est membre du « Service de la sécurité », une section spéciale du département de la Police Métropolitaine de Tokyo basé dans le quartier de Asakusa qui lutte contre les Oni. Mais Kyōko est surtout une fille mystérieuse, qui semble dotée de capacités hors du commun. Rapidement ses origines seront au cœur de l'intrigue. Son arme est un revolver de calibre .44 magnum à recul atténué.
- Raymond Kumano : Ray est un inspecteur de police aux méthodes peu orthodoxes. Peu aimé de ses collègues, il se lie d'amitié avec une jeune recrue de la police mais ce dernier est tué par un Oni à la peau bleue. Kumano n'a plus alors qu'une idée en tête : venger son jeune ami. Lorsqu'il entend parler d'une section anti-oni, il décide de l'intégrer, certain de retrouver plus facilement l'Oni à la peau bleue. Depuis il est le partenaire de Kyōko.
- Miki Sugiura : Ancien membre du Special Air Service britannique, Miki est une jolie blonde, grande et pulpeuse. Elle rejoint la section de sécurité, d'abord comme renfort de Kyōko et Ray, puis en tant que directrice de la Section de lutte contre les Oni. Son père est japonais, sa mère anglaise. Elle manie à la perfection toutes les armes à feu.
- Kōzō Mitamura : C'est le chef de la section de sécurité. Après la formation de la Section de lutte contre les Oni, c'est lui qui dirige les deux sections. Il était membre et leader de l'unité Maruki.
- Kirio Uchida : Ushida est un jeune Oni. Il ne partage pas les ambitions de ses ainés et semble plus s'intéresser à Kyōko, en la poussant à développer ses capacités et à s'interroger sur sa vraie nature. C'est un combattant remarquable qui table sur son incroyable rapidité. Il se bat avec un sabre.

### Personnages secondaires
- Mizutani : commissaire général de la police de Tokyo, Mizutani est le principal instigateur de la Section de lutte contre les Oni. Ancien membre de l'unité Maruki, c'est un ami de Mitamura.
- Kunio Shibata : Ancien membre de l'unité Maruki, il est recruté, alors qu'il était devenu clochard, pour intégrer la Section de lutte contre les Oni.
- Kyōichi Katsuragi : Membre de la division mécanisée de la police, il est intégré à la Section de lutte contre les Oni. Il révèle alors des capacités hors du commun au tir, si bien qu'il deviendra sniper du groupe.
- Ise Shōichi : Jeune inspecteur de la section de sécurité, il doit se contenter pour l'instant de rester au poste et de faire le café.
- Kyōmoto : Ancien commissaire de police, Kyōmoto se révèle en fait être un Oni. C'est lui qui tua le partenaire de Raymond. Après une lutte acharné contre celui-ci, il perdit un œil. Il a la peau bleu et peut se transformer en une sorte de loup garou.

## Organisations

### Section de sécurité
La Section de sécurité est chargé de toutes les affaires en rapport avec les Oni. C'est dans ce service qu'opère l'héroïne Kyōko Karasuma. Bien que le service soit officiel, ses activités ne sont pas bien connus des autres services de polices. La section enquête sur certaines affaires pour vérifier l'implication ou non d'Oni, allant jusqu'à les éliminer s'ils sont trop violents (il est difficile de mettre en prison une créature de dix mètres de haut qui met à feu et à sang un quartier de la ville).

### Section de lutte contre les Oni
La Section de lutte contre les Oni est créée, à l'initiative du commissaire général Mizutani, par suite de la recrudescence d'attaques d'Oni. L'activité principale de la section est cette fois l'éradication de masse des Oni qui posent des problèmes. La section est dirigée par Sugiura et dispose de moyens quasi militaires.

### LesOni
Les Oni ne sont pas une organisation à proprement parler, mais une race à part des humains. Autrefois, ils terrorisaient les villageois qui les prenaient pour des dieux, mais ils se cachèrent de plus en plus, si bien qu'il passèrent du statut de divinité à celui de légende. De nos jours, ils vivent dans le secret parmi nous, et un blackout médiatique est fait chaque fois qu'ils apparaissent au grand jour, pour garder leur existence secrète et ne pas affoler la population. Mais les Oni sont las de cette situation, et ils veulent retrouver leur position de divinités craintes et honorées.

### Unité Maruki
L'unité Maruki est l'ancêtre de la Section de lutte contre les Oni. Dirigé par Kōzō Mitamura, la section s'occupait d'éliminer les Oni hérétiques. La section est dissoute après le départ de Mitamura, à la suite de la mort de presque tous les membres. Mizutani et Shibata étaient également membre de cette unité, et semblent être les seuls survivants, avec Mitamura.

## Publication
- Kyōko Karasuma, inspecteur à Asakusa  (trad. du japonais), vol. 1, Sucy-en-Brie, Taifu Comics, coll. « Seinen », novembre 2005, 193 p., 13 x 18 (ISBN 2-35180-006-0, présentation en ligne)
- Kyōko Karasuma, inspecteur à Asakusa  (trad. du japonais), vol. 2, Sucy-en-Brie, Taifu Comics, coll. « Seinen », mars 2006, 179 p., 13 x 18 (ISBN 2-35180-037-0, présentation en ligne)
- Kyōko Karasuma, inspecteur à Asakusa  (trad. du japonais), vol. 3, Sucy-en-Brie, Taifu Comics, coll. « Seinen », juillet 2006, 182 p., 13 x 18 (ISBN 2-35180-062-1, présentation en ligne)
- Kyōko Karasuma, inspecteur à Asakusa, vol. 4, Taifu Comics, coll. « Seinen », février 2007, 13 x 18 (ISBN 978-2-35180-146-8 et 2-35180-146-6, présentation en ligne)
- Kyōko Karasuma, inspecteur à Asakusa  (trad. du japonais), vol. 5, Sucy-en-Brie (Val-de-Marne), Taifu Comics, coll. « Seinen », novembre 2007, 187 p., 13 x 18 (ISBN 978-2-35180-188-8 et 2-35180-188-1, présentation en ligne)
- Kyōko Karasuma, inspecteur à Asakusa, vol. 6, Taifu Comics, coll. « Seinen », juillet 2008, 13 x 18 (ISBN 978-2-35180-226-7 et 2-35180-226-8, présentation en ligne)
- Kyōko Karasuma, inspecteur à Asakusa  (trad. du japonais), vol. 7, Sucy-en-Brie, Taifu Comics, coll. « Seinen », juin 2009, 172 p., 13 x 18 (ISBN 978-2-35180-257-1, présentation en ligne)
- Kyōko Karasuma, inspecteur à Asakusa  (trad. du japonais), vol. 8, Sucy-en-Brie, Taifu Comics, coll. « Seinen », octobre 2010, 197 p., 13 x 18 (ISBN 978-2-35180-410-0, présentation en ligne)
- Kyōko Karasuma, inspecteur à Asakusa, vol. 9, Sucy-en-Brie (Val-de-Marne), Taifu Comics, coll. « Seinen », octobre 2011, 13 x 18 (ISBN 978-2-35180-536-7, présentation en ligne)